# Torbern Laurent
Torbern Laurent, född den 19 augusti 1896 i Djursholm, död den 22 september 1981, var en svensk ingenjör, son till Edvard Laurent, far till Torvard Laurent och bror till Vivi Laurent-Täckholm.
Laurent avlade examen vid Kungliga Tekniska Högskolan (KTH) 1921 och blev teknologie doktor 1935. Han var anställd vid telestyrelsen 1921–28, vid Sveriges radio 1928–31 och vid LM Ericssons transmissionsavdelning 1931–44. Han blev professor i telegrafi och telefon vid KTH 1944 och emeritus 1963. Han blev korresponderande ledamot i Mainz akademi 1950 och ledamot av Kungliga Ingenjörsvetenskapsakademien samma år.
Laurent var upphovsman till bland annat tonsignalmottagning med skyddskrets, sicksackfiltret, brygga för direkt impedansmätning, dynamisk överföringsfaktor, självsvängningsteori och de moderna filterteorierna baserade på spegelparameterteori och frekvenstransformationer resulterande i bland annat schablonförfarandet, filterkedjeteorin och ekostantanpassningen. Han låg bakom uppfinningar som ledde till ett femtiotal patent.
Bland hans vetenskapliga skrifter märks Fyrpolteorier och frekvenstransformationer (1948), Frequency Filter Methods (1963), Telegraf- och telefonteknikens fundamentala principer (tillsammans med Stellan Ekberg 1961) med flera. Han var kommendör av Nordstjärneorden